# Yanick Étienne
Yanick Étienne là một ca sĩ người Haiti và là giọng ca chính. Cô đã biểu diễn lại giọng hát trong ca khúc hit "Avalon" năm 1982. Cô là mẹ của rapper và nhà sản xuất Dernst Emile II, được biết đến với cái tên D'Mile.

## Sự nghiệp
Étienne bắt đầu sự nghiệp thu âm của mình vào năm 1982, thể hiện giọng hát đệm trong bài hát Roxy Music, "Avalon". Sau đó, cô xuất hiện trên ba album solo Bryan Ferry, Boys and Girls, Bête Noire và Mamouna.

## Danh sách đĩa hát

### Album solo
- "Bản tình ca cho em " (2004)
- "Quà tặng của Dernst Emile: Yanick Etienne" (1990)